# HD 1256
HD 1256，又名BD-21 24，SAO 166167、HR 61，是一颗恒星，视星等为6.47，位于銀經72.13，銀緯-79.47，其B1900.0坐标为赤經0h 11m 38.1s，赤緯-20° -79.47′ 57″。